# Ictidostoma
Ictidostoma hemburyi
Genre
Espèce
Ictidostoma est un genre fossile de synapsides non-mammaliens connu dans la zone d'assemblage Tropidostoma. 
Selon Paleobiology Database en 2023, le genre est resté monotypique et la seule espèce est Ictidostoma hemburyi.

## Classification
Le genre Ictidostoma est décrit en 1931 par le paléontologue sud-africain Robert Broom (1866-1951),.
L'espèce Ictidostoma hemburyi est décrite en 1911 par le même paléontologue, Robert Broom, sous le protonyme Ictidognathus hemburyi.

### Étymologie
Le nom du genre Ictidostoma est dérivé du grec iktis, « belette », et stoma, « bouche ». 
Le nom de l'espèce rend hommage au collectionneur H. J. Hembury.

## Description
Ictidostoma est un genre de synapsides fossiles de la famille des Hofmeyriidae qui vivaient à la fin du Permien dans ce qui est aujourd'hui l'Afrique du Sud. Des restes fossiles ont été découverts dans la province du Cap-Occidental en Afrique du Sud.
En 1930, Robert Broom a renommé Ictidognathus hemburyi Broom, 1912 en un genre distinct Ictidostoma avec la combinaison nouvelle Ictidostoma hemburyi. C'est la seule espèce connue du genre Ictidostoma. 
L'holotype est AMNH 5520, la partie antérieure d'un crâne avec des mandibules.
Le crâne comporte six petites incisives par moitié d'une longueur d'un centimètre. Il y a deux canines de chaque côté et huit molaires, une de moins que chez Ictidognathus, raison pour laquelle Broom distingue un genre distinct. Le crâne conserve des os de soc postfrontaux et séparés.
C'était un petit membre carnivore des Therocephalia.